# St. Gertraud (Würzburg)

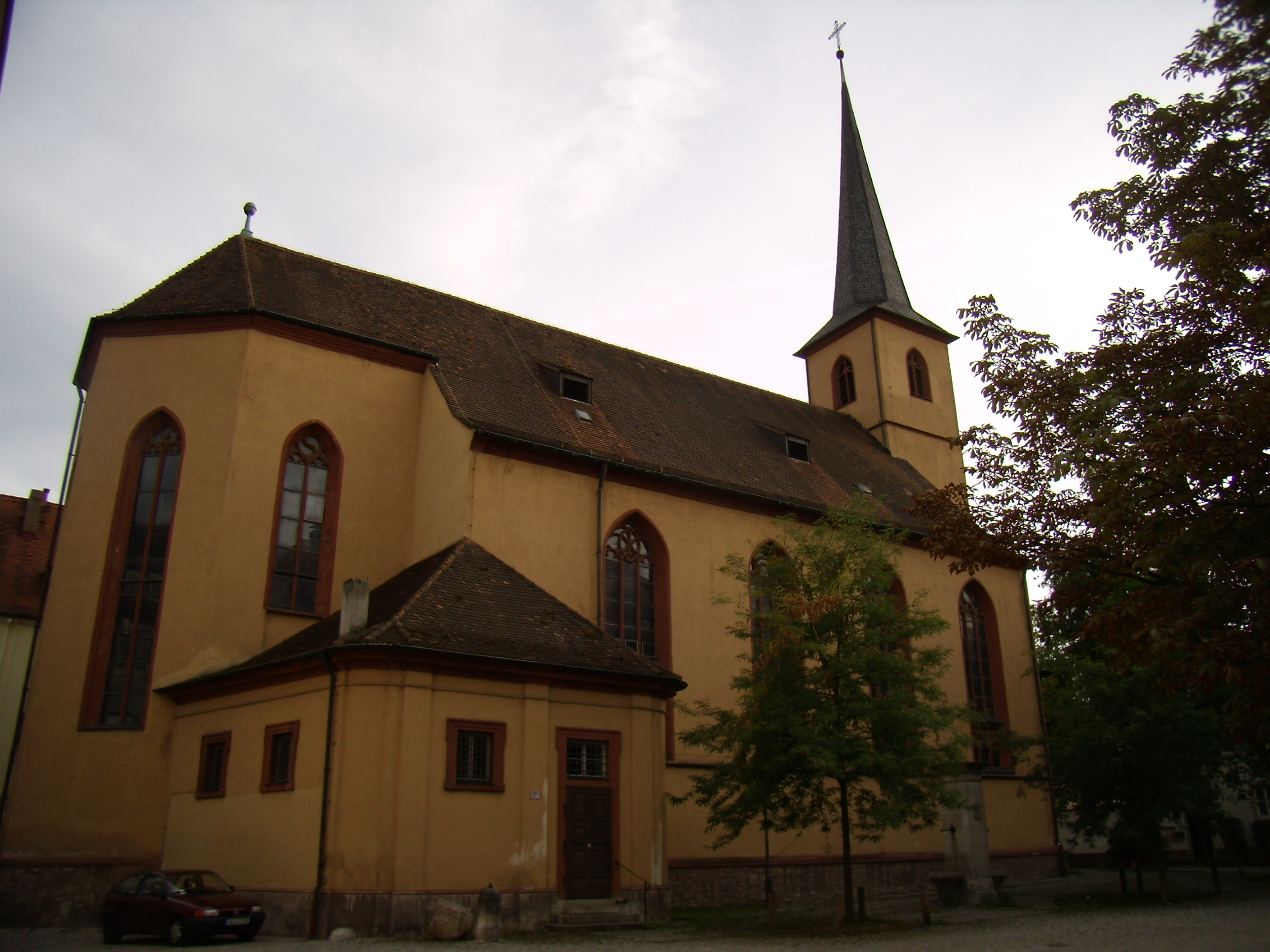
Pfarrkirche St. Gertraud

Die Pfarrkirche St. Gertraud in der Altstadt von Würzburg liegt am Pleicherkirchplatz, dem zentralen Platz im Viertel (Innere) Pleich nördlich der Juliuspromenade und westlich des Juliusspitals. Sie wurde im 12. Jahrhundert erbaut und ist ein geschütztes Baudenkmal mit der Aktennummer D-6-63-000-429 des Bayerischen Landesamts für Denkmalpflege.

## Geschichte
St. Gertraud wurde um 1130 vom Brücken-, Dom- und Stadtbaumeister Enzelin als Eigenkirche in der nördlichen Vorstadt Pleich erbaut und 1133 von Bischof Embricho zur Pfarrkirche erhoben. 1248 ging das Patronat auf das 1246 dem Dominikanerorden zugewiesene Frauenkloster St. Markus (vgl. Adrian von Nikomedien#Gedenkstätten), genannt auch Kloster St. Marx, über. 1250 wurde der gotische Chor eingeweiht. Von 1611 bis 1613 wurde die Kirche unter Fürstbischof Julius Echter in die heutige Gestalt umgebaut.
Die heilige Gertrud, Äbtissin im Kloster Nivelles, ist die Kirchenpatronin. Gertruds außerordentlicher Eifer bei der Betreuung von Kranken, Witwen, Pilgern und Gefangenen ließ sie zur besonderen Patronin von Spitälern werden, die im Mittelalter oft ihren Namen tragen. Das Patrozinium ist am 17. März.

## Beschreibung des Baudenkmals

### Bau
St. Gertraud ist eine Saalkirche mit Satteldach und eingezogenem 5/8-Chor, sie besitzt einen vorgezogenen quadratischen Westturm mit Spitzhelm. Die Höhe des Turms beträgt rund 35 Meter. Das Putzmauerwerk hat Sandsteinrahmungen und Fenstermaßwerk im Stil der sogenannten Nachgotik (sogenannte Echtergotik oder Juliusstil). Das Langhaus ist flachgedeckt und besitzt vier Fensterachsen mit Spitzbogenfenstern. Die Sakristei befindet sich nördlich vom Chor. Entstanden ist die Kirche 1612, nach Kriegsschäden 1945 erfolgte ein Wiederaufbau bis 1950. Die Ausstattung der Kirche ist ebenfalls denkmalgeschützt.

### Ölberg
Außen am Kirchengebäude befindet sich auf der Süd-West-Seite ein Ölberg; es ist ein eingeschossiger Pultdachanbau mit Korbbogenöffnung und eingestellten Figuren aus Sandstein. Sie stammen aus der Renaissance, Jörg Riemenschneider hat sie Mitte des 16. Jahrhunderts geschaffen.

### Innenraum
Besondere Kunstwerke sind das Kruzifix von Julius Bausenwein und verschiedene Grabsteine (u. a. Grabplatte für den 1492 gestorbenen Ratsherrn Hans Schiler, auch Johann Schiller genannt, und seine Frau Elisabeth, gestorben 1487, um 1485/90 und Epitaph für Kilian Baiß († 1531) vermutlich von Jörg Riemenschneider).
In einem kleinen Reliquiar wurden ab 1978 Reste vom Schrein mit dem „Heiligen Leib“ des Märtyrers Adrianus aufbewahrt, der 1945 dem Feuer zum Opfer gefallen war. Die Knochen des Heiligen waren – nachdem sie eine bewegte Geschichte hinter sich hatten – 1806 von Pleicher Bürgern neu gefasst und in St. Gertraud aufgestellt worden.

### Orgel
Die Firma Gustav Weiß & Söhne aus Zellingen erbaute die Orgel, welche über 32 klingende Register auf 3 Manualen und Pedal verfügt.

### Geläut
Die Kirche hat ein vierstimmiges Durgeläut mit den Tönen e′, fis′, gis′ und h′. Es wurde im Jahr 1956 von der Firma Schilling in Heidelberg gegossen.

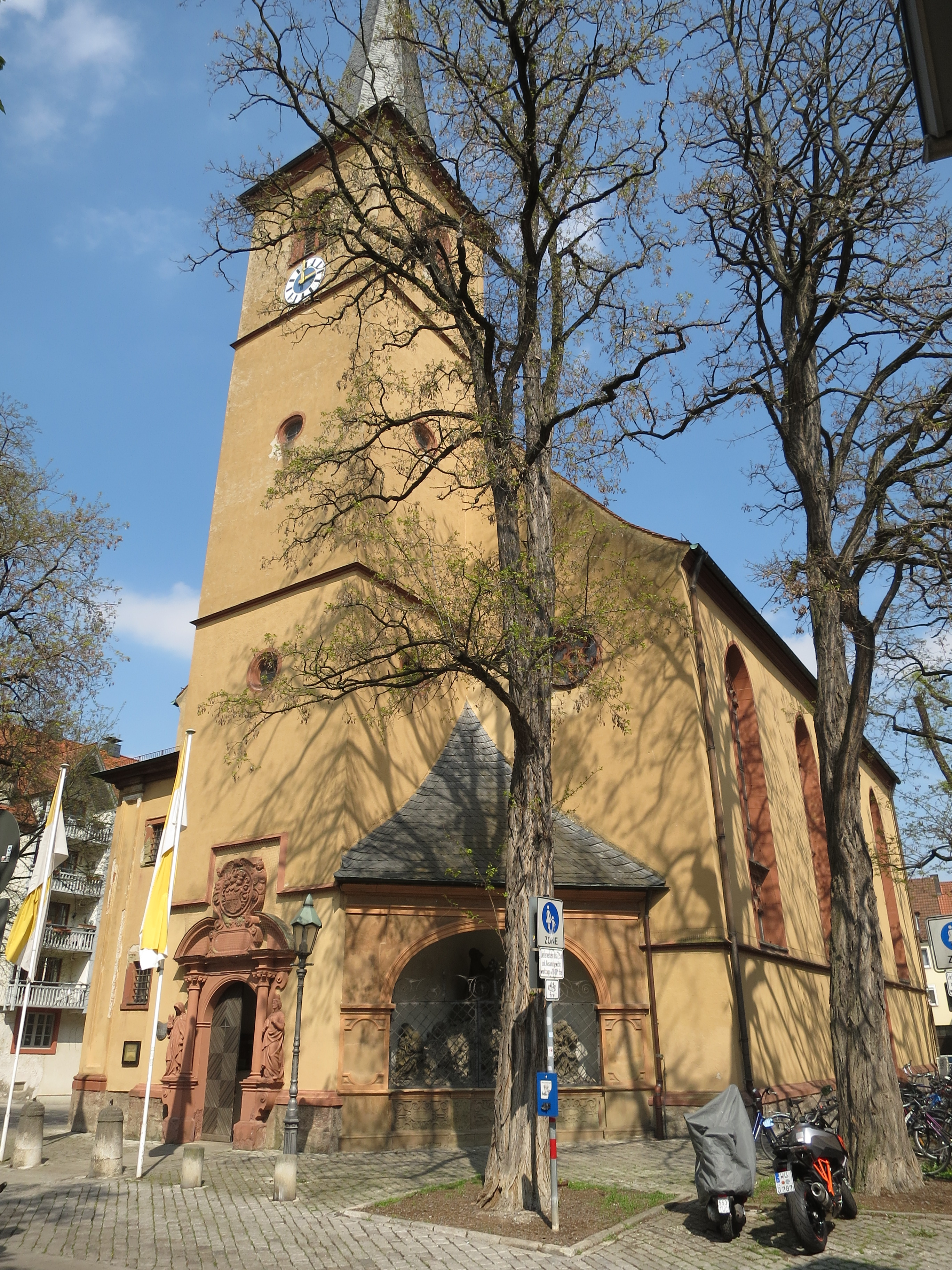
Turm mit Eingang
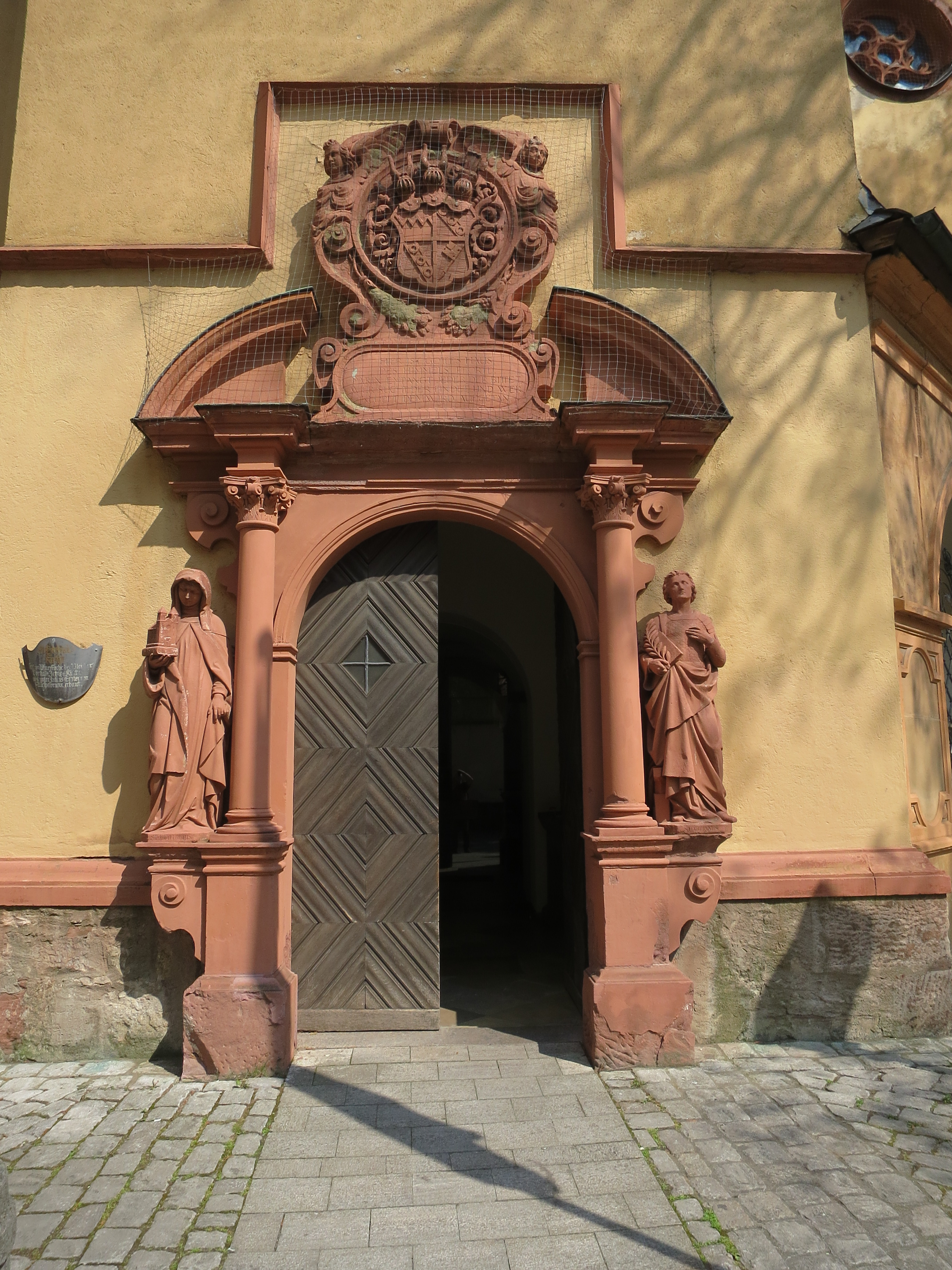
Eingangsportal
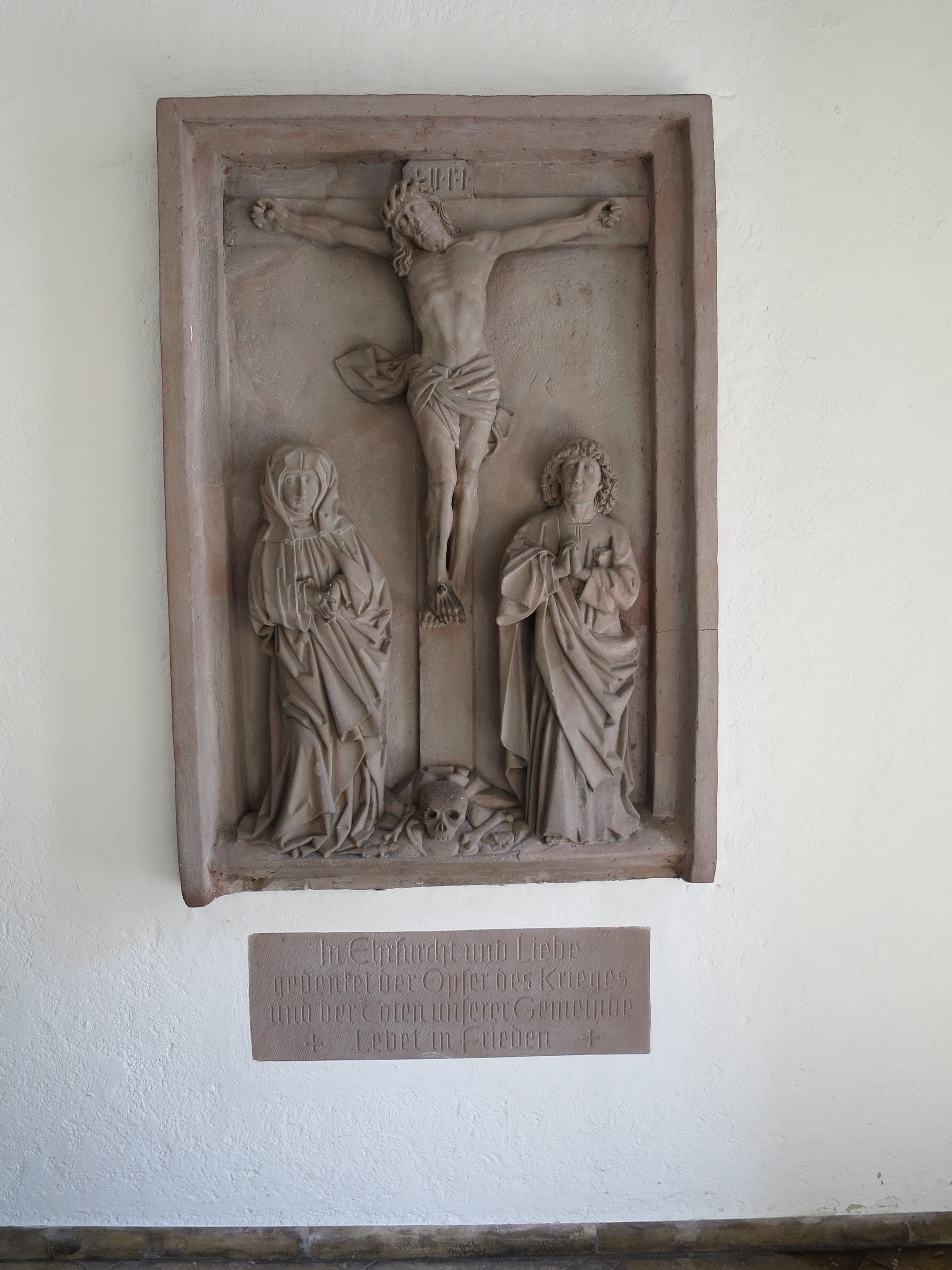
Gedenken an die Kriegszerstörung
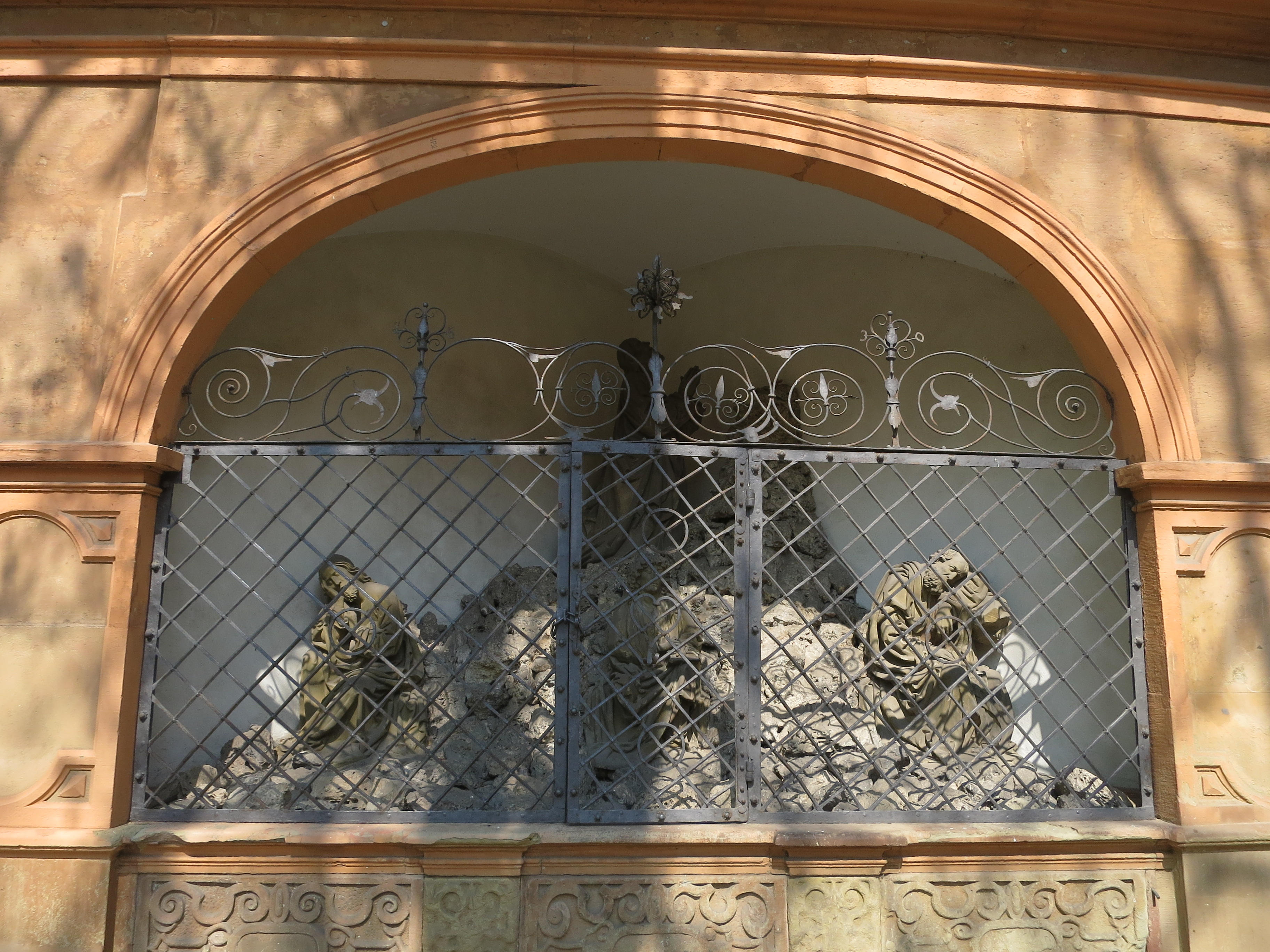
Ölbergszene von Jörg Riemenschneider
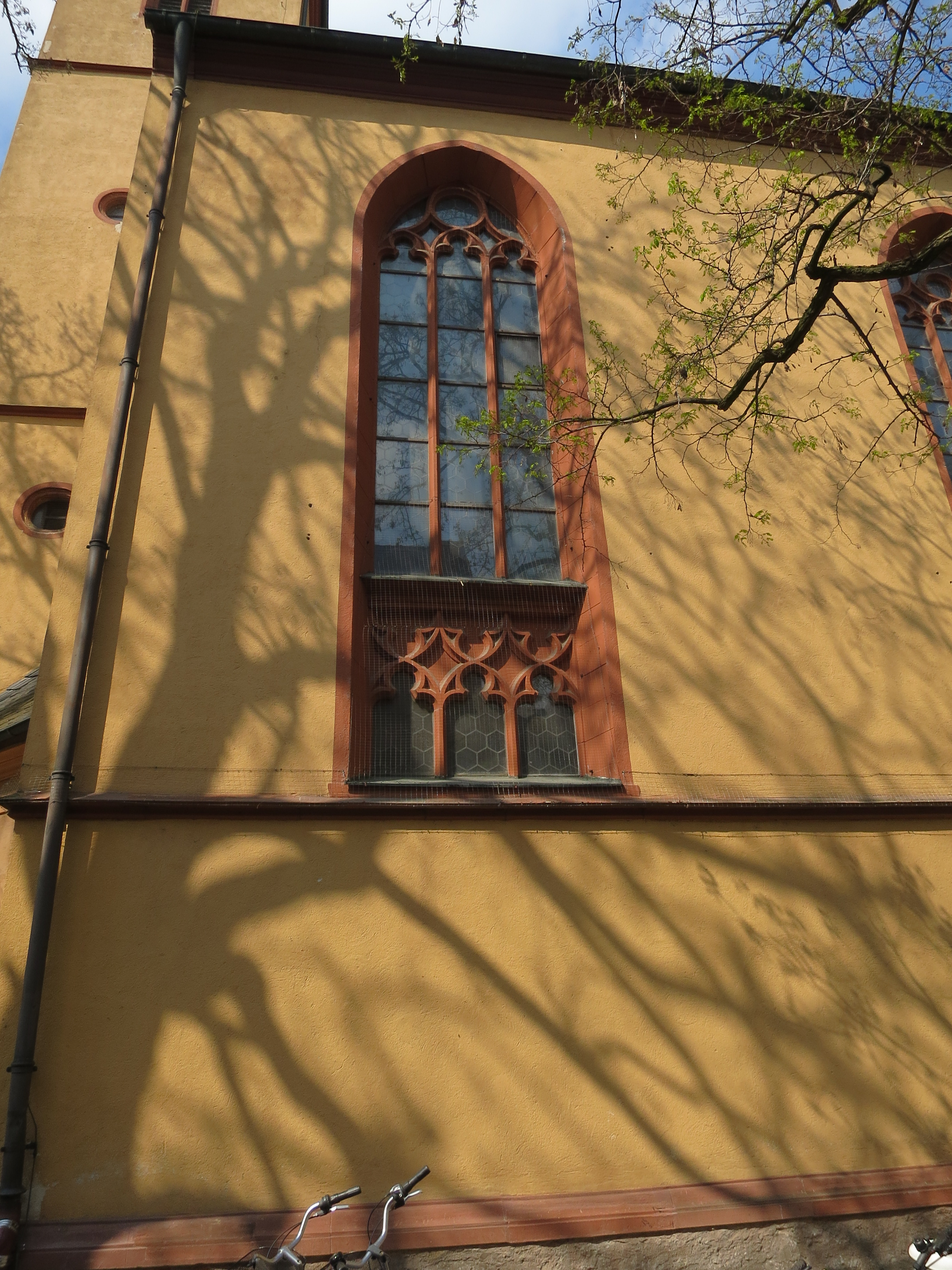
Maßwerkfenster
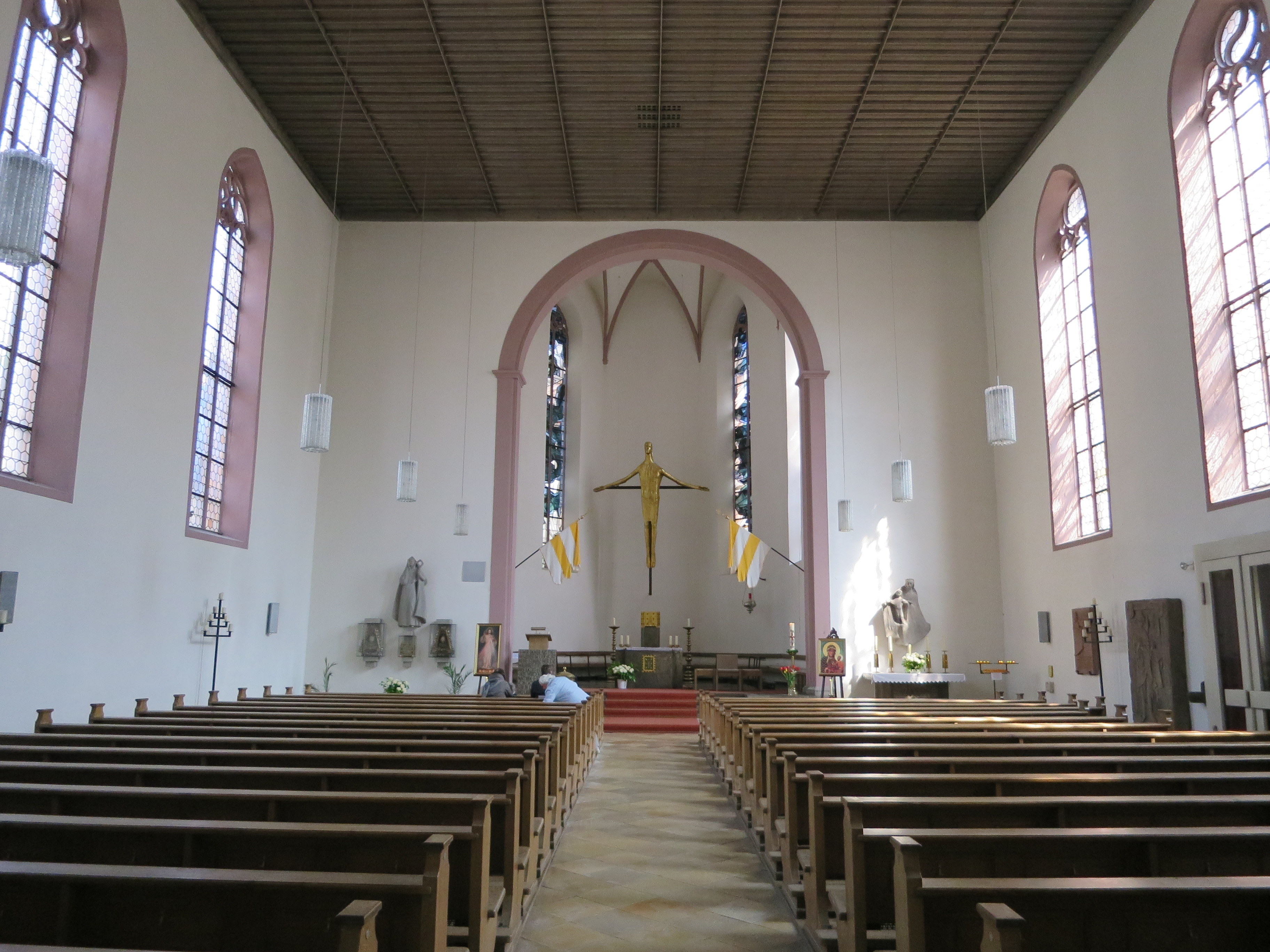
Innenraum mit Blick zur Apsis

## Pfarreiengemeinschaft
Die Kirche St. Gertraud gehört zur Pfarreiengemeinschaft Würzburg Innenstadt. Die Gemeinschaft besteht seit 10. Januar 2010. Mitgliedspfarreien sind neben der Pfarrei St. Gertraud die Dompfarrei (Kirchen: Dom und Neumünster), die Pfarrei St. Johannes in Stift Haug (Kirche: St. Johannes in Stift Haug) und die Pfarrei St. Peter und Paul (Kirchen: St. Peter und Paul und Hofkirche).